# ネノ県
ネノ県（ネノけん、Neno District）は、マラウイ南部州の県であり、中心となる都市もネノ（Neno Town）である。

## ネノ県
この県は1,469 km²の面積を持ち、2008年の国勢調査によれば人口は10万8897人である。マラウイ政府の地方分権プログラムにより、2003年にムワンザから分割されてできた比較的新しい県である。

### 下位区分
人口は2008年国勢調査より。
- TA Dambe：24,858人
- マジェテ動物保護区（Majete Game Reserve）：36人
- TA Mlauli：24,775人
- Neno Boma：1,649人
- TA Ngozi：17,820人
- TA Symon：38,179人